# A Kocka (vetélkedő)
A Kocka egy licencszerződésen alapuló gameshow, amely a TV2 csatornáján látható 2015. november 23-tól. A műsor magyar verziója követi az eredeti brit The Cube című formátumban alkalmazott szabályrendszert. A gameshow műsorvezető Ördög Nóra.

## Formátum
A Kocka egy brit formátum. A magyar változatban a versenyzőknek a tízmilliós fődíjért hét feladatot kell teljesíteniük, amihez kilenc életet kapnak a játék elején. Minden szint teljesítése után a játékos megnézheti a következő feladatot, és eldöntheti, hogy megpróbálja-e azt, kockáztatva eddigi teljes nyereményét. Ha a játékos életei bármely játékban elfogynak, nyeremény nélkül kell hazatérnie.
A játékosoknak két segítség áll rendelkezésükre: a próbajáték és a könnyítés. A próbajáték azt jelenti, hogy még mielőtt eldönti a versenyző, hogy tovább játszik-e, kipróbálhatja egyszer – tét nélkül – a soron következő feladatot. A könnyítés pedig az aktuális feladatot teszi valamilyen módon egyszerűbbé, ez a játék során bármikor kérhető.

## Szintek
A Kocka az első három szinten a könnyű verzióját adja egy adott feladatnak; a negyedik játéktól kezdve a hatodikig egy közepesen nehéz verziót; míg az utolsó, hetedik szinten pedig a feladat legnehezebb verzióját kell a játékosnak teljesítenie.
| Szint    | Nyeremény     |
| -------- | ------------- |
| 7. játék | 10 000 000 Ft |
| 6. játék | 3 200 000 Ft  |
| 5. játék | 1 600 000 Ft  |
| 4. játék | 800 000 Ft    |
| 3. játék | 400 000 Ft    |
| 2. játék | 200 000 Ft    |
| 1. játék | 100 000 Ft    |